# Copa do Brasil de Futsal Feminino
A Copa do Brasil de Futsal Feminino é uma competição organizada pela Confederação Brasileira de Futsal. A competição foi criada com intuito de contemplar todos os estados brasileiros, com seus respectivos representantes. A primeira edição da competição ocorreu em 2017, e vem sendo realizado anualmente desde então.

## Estrutura da competição
As normas e a estrutura da competição podem experimentar variações de um ano para o outro, contudo, é comumente observado que a competição contempla a participação de equipes oriundas de distintas regiões do Brasil. Durante o torneio, as equipes se engajam em uma série de partidas eliminatórias, com o intuito de determinar as vencedoras que alcançarão o título de campeãs da competição.

## Principais jogadoras
Diversas jogadoras de times nacionais se destacam e podem até serem chamadas para disputar competições maiores, como amistosos pela Seleção Brasileira. Dentre elas, temos a Emilly, Amanda Lyssa de Oliveira Crisóstomo, mais conhecida como Amandinha (eleita pela oitava vez como a melhor jogadora de futsal do mundo), Vanessa Pereira (conhecida por sua capacidade de criação de jogadas e pelo talento no controle de bola) e até Dione Bittencourt (conhecida por sua capacidade de liderança e sua habilidade em marcar gols).
As jogadoras que mais se destacam e até as que ganham novos olhares, até pelo próprio técnico, WIlson Sabóia. Elas são convocadas por exemplo, para a Copa América de Futsal Feminino, grande competição que envolvem seleções femininas de países da América do Sul, Central e do Norte.

## Campeãs
O primeiro campeão do torneio foi a equipe do Leoas da Serra sagrou-se campeão depois de bater o Iranduba nas finais.

## Títulos por equipe
| Clube           | Títulos               |
| --------------- | --------------------- |
| Taboão da Serra | 4 (2019/20 e 2022/23) |
| Stein Futsal    | 1 (2021)              |
| Cianorte Futsal | 1 (2018)              |
| Leoas da Serra  | 1 (2017)              |

## Títulos por Estado
| Estados        | Títulos |
| -------------- | ------- |
| São Paulo      | 4       |
| Paraná         | 2       |
| Santa Catarina | 1       |